# اتفاقية التجارة الحرة بين تركيا وتونس
اتفاقية التجارة الحرة بين تركيا وتونس هي اتفاقية تجارة حرة وقعت في 25 نوفمبر 2004 ودخلت حيز التنفيذ في 1 يونيو 2005 واحتوت على هدف هام وهو القيام بمنطقة تجارة حرة بين الأطراف.

بحلول 2005، أصبحت جميع المنتجات الصناعية معفاة بالكامل من الرسوم الجمركية.

كما أن بعض المنتوجات الفلاحية معفاة إلى حدود سقف معين، مثلا التمور المصدرة إلى حدود 5000 طن.

## مقالات ذات صلة
- العلاقات التركية التونسية.

## روابط خارجية
- صفحة الاتفاقية على موقع وزارة التجارة.
- نص الاتفاقية بالفرنسية.